# Tanque pesado T29
El T29 fue un proyecto de tanque pesado estadounidense que se inició en marzo de 1944 para contrarestrar la aparición del tanque pesado alemán Tiger II. No estuvo listo a tiempo para entrar en combate en Europa, pero en la posguerra ofreció a los ingenieros un banco de pruebas para aplicar ideas de diseño a cañones y piezas automotrices. 

## Desarrollo
El T29 se construyó a partir de una versión alargada del casco del T26E3 y tenía un blindaje más grueso, un motor Ford GAC mejorado con una potencia de 650 cv, controles más sencillos para el conductor, y una gran torreta nueva que albergaba el nuevo cañón de alta velocidad T5E1 105 mm. Pesaba aproximadamente 60 t vacío y 64 t con carga de combate completa. El espesor máximo de su blindaje era de 279 mm, respecto a los 185 mm del Tiger II, mientras que su cañón de 105 mm tenía una caña de 7,06 m de longitud (66 calibres, 105L67) en comparación con la caña de 6,29 m (71 calibres, 88/L71) del cañón de 88 mm del Tiger II. Otros modelos de prueba estaban equipados con motores V12 Allison V-1710. El T29 tenía un telémetro de coincidencia cuyos extremos sobresalían en ambos lados de la torreta, pareciéndose a "orejas". El 1 de marzo de 1945 se propuso la compra de 1.200 T29, que fue reducida a 1.152 el 12 de abril de 1945; pero al poco tiempo de terminada la Segunda Guerra Mundial solo se había producido un T29 y otro estaba parcialmente completado. La orden fue cancelada en agosto de 1945, planeándose comprar diez T29 para ser probados en la posguerra. Esta cantidad fue posteriormente reducida a ocho en julio de 1947.
Desarrollado al mismo tiempo y muy relacionado al T29, el tanque pesado T30 era virtualmente idéntico, pero iba armado con el cañón T7 155 mm, tenía un motor más potente y un tripulante adicional para ayudar a recargar el pesado obús del cañón. Se produjeron dos tanques.
La variante final del diseño del T29, el tanque pesado T34, estaba armada con un cañón de 120 mm derivado del M1 120 mm para incrementar la capacidad antiblindaje del T29.

## Ejemplares sobrevivientes

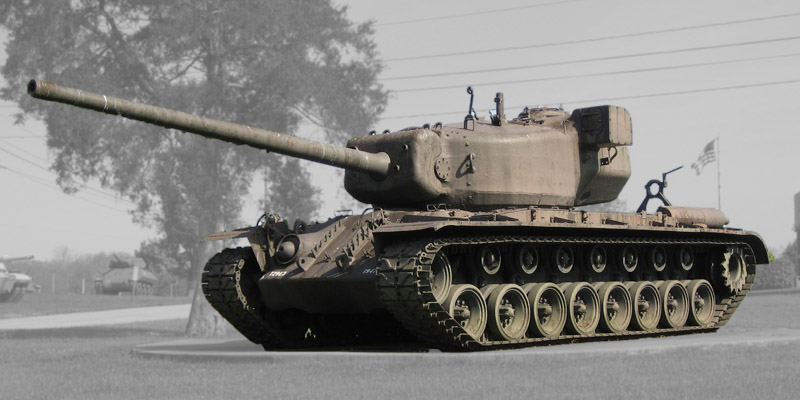
El T29E3 del Museo General George Patton en 2007; nótese los telémetros en el lado de la torreta.

En Fort Benning, Georgia, hay varios ejemplares del T29. Están siendo almacenados para una futura exhibición de tanques. Uno de ellos tiene el característico telémetro, mientras que los otros no. Ambos pueden verse junto a varios vehículos en un terreno cercado de 25 Infantry Regiment Road. Uno está situado delante del Museo Nacional de Tanques y Caballería.